# Kanō Mitsunobu
Kanō Mitsunobu est un nom japonais traditionnel ; le nom de famille (ou le nom d'école), Kanō, précède donc le prénom (ou le nom d'artiste).
Kanō Mitsunobu (狩野光信)( ? -13 avril 1608), fils de  Kanō Eitoku, est un important membre de l'école Kanō de la peinture japonaise.

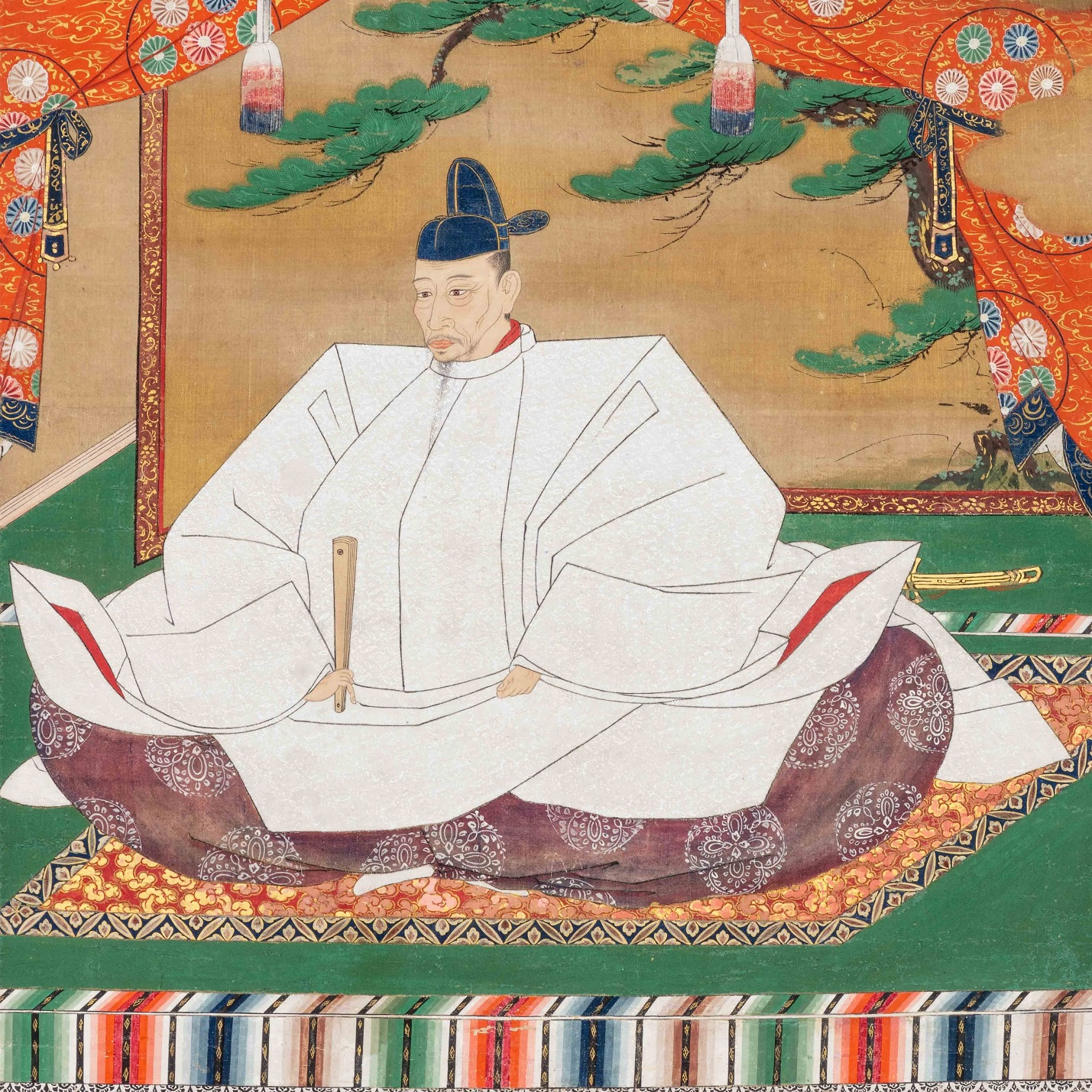
Image de Toyotomi Hideyoshi.

Les chercheurs sont en désaccord sur l'année de naissance de Mitsunobu, qu'ils situent en 1561 ou en 1565. La première mention de son engagement dans un projet d'envergure est associée à la commande de son père à peindre les éléments du château d'Azuchi d'Oda Nobunaga. Il travaille également avec son père dans un certain nombre d'autres grands châteaux japonais et palais dont le Osaka, le Kyōto-gosho et le palais Jurakudai de Toyotomi Hideyoshi.
Après la mort de son père en 1590, Mitsunobu devient le chef de la famille et de l'école. Il continue le projet au Palais impérial de Kyoto et continue de recevoir de nombreuses commandes illustres. Toutefois, en partie en raison de ses faibles compétences à diriger et de ses piètres capacités politiques, il perd beaucoup de commandes et de mécènes au profit de l'école Hasegawa rivale de peinture.
Tout en étant maître du style fondamental de l'école Kanō et de celui de son père, Mitsunobu exprime des éléments de son choix et montre son adresse dans ses peintures. Ses peintures en couleurs de fleurs, d'arbres et de sujets similaires font largement usage de la feuille d'or comme le font la plupart des peintures de l'école mais affiche aussi une délicate, élégante et douce légèreté.

## Sources
- Kaputa, Catherine (1985). "Kanō Mitsunobu." Kodansha Encyclopedia of Japan. Tokyo: Kodansha Ltd.